# Синицыны
Сини́цыны — русский дворянский род.
Фамилии Синицыных, Агафон Борисов и Иван Афанасьев дети Синицыны, в 1687 г. по указу Великих Государей, Царей и Великих Князей Иоанна Алексеевича и Петра Алексеевича, написаны в списке в
числе дворян в детей боярских и верстаны поместным окладом.
Равным образом и другие многие сего рода Синицыны служили Российскому Престолу дворянские службы в разных чинах и владели деревнями. Определением Воронежского Дворянского Собрания род Синицыных включён в родословную книгу.

## Описание герба
В щите, разделённом диагонально к правому нижнему углу надвое, в верхней половине в голубом поле видна выходящая из облака в серебряных латах рука со шпагою. В нижней половине в зелёном поле изображена серебряная каменистая с острою вершиною гора.
Щит увенчан дворянскими шлемом и короной. Нашлемник: три страусовых пера. Намёт на щите голубой, подложенный серебром. Герб рода Синицыных внесён в Часть 6 Общего гербовника дворянских родов Всероссийской империи, стр. 126